# Consistoris de Benet XVI

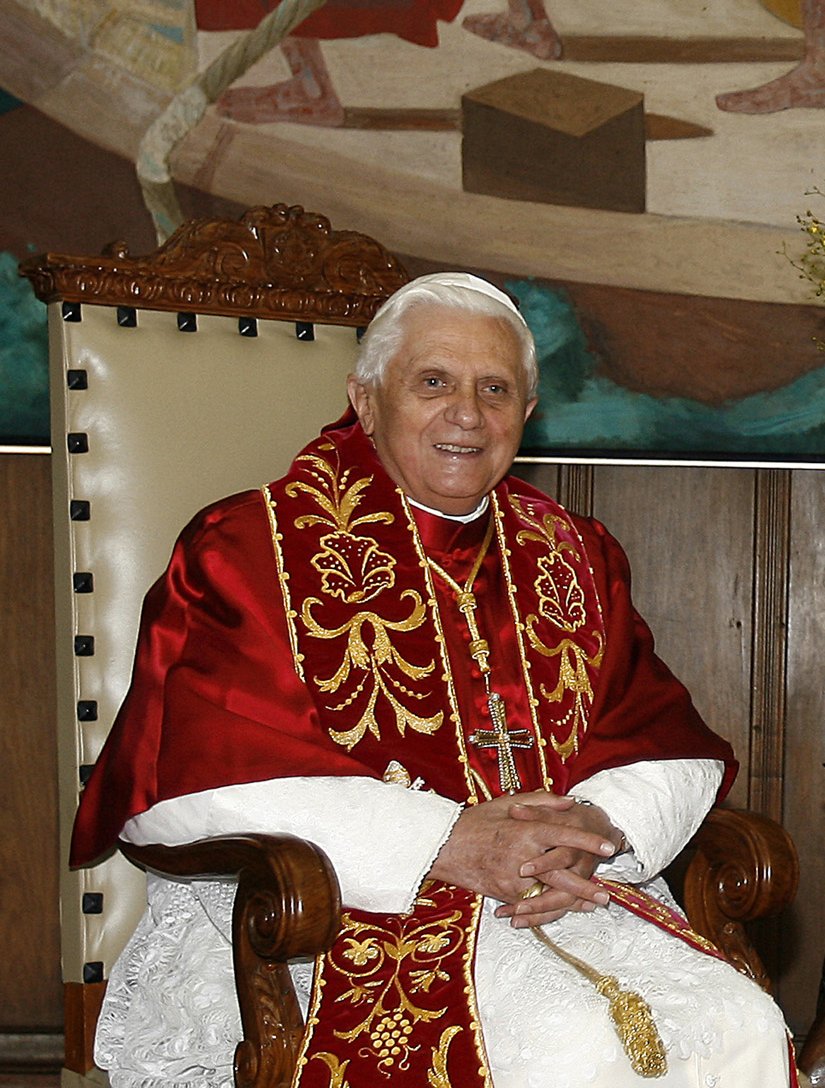
El Papa Benet XVI

Aquest article recull l'elenc complert dels consistoris ordinaris públics per la creació de nous cardenals presidits pel Papa Benet XVI, amb la indicació de tots els cardenals creats.
El Papa Benet XVI va crear 90 cardenals (provinents de 37 països) en 5 consistoris.

## 24 de març de 2006
El 24 de març de 2006, durant el seu primer consistori, papa Benet XVI creà quinze nous cardenals (dotze electors i tres de més de vuitanta anys). Amb la creació dels nous dotze cardenals electors el nombre de cardenals electors arribà als 120, el límit màxim fixat pel Papa Pau VI el 1973:
- William Joseph Levada, arquebisbe emèrit de San Francisco, prefecte de la Congregació de la doctrina de la Fe; creat cardenal diaca de Santa Maria in Domnica;
- Franc Rodé, C.M., arquebisbe emèrit de Lubiana, prefecte de la Congregació per als Instituts de Vida Consagrada i Societats de Vida Apostòlica; creat cardenal diaca de San Francesco Saverio alla Garbatella;
- Agostino Vallini, arquebisbe-bisbe emèrit d'Albano, prefecte del Suprem Tribunal de la Signatura Apostòlica; creat cardenal diaca de San Pier Damiani ai Monti de San Paolo;
- Jorge Liberato Urosa Savino, arquebisbe de Caracas (Veneçuela); creat cardenal prevere de Santa Maria ai Monti;
- Gaudencio Borbon Rosales, arquebisbe de Manila (Filipines); creat cardenal prevere del Santissimo Nome de Maria a Via Latina;
- Jean-Pierre Bernard Ricard, arquebisbe de Bordeus (França); creat cardenal prevere de Sant'Agostino;
- Antonio Cañizares Llovera, arquebisbe de Toledo (Espanya); creat cardenal prevere de San Pancrazio fuori le mura;
- Nicholas Cheong Jin-Suk, arquebisbe de Seül (Corea del Sud) creat cardenal prevere de Santa Maria Immacolata de Lourdes a Boccea;
- Sean Patrick O'Malley, O.F.M.Cap., arquebisbe de Boston (Estats Units); creat cardenal prevere de Santa Maria della Vittoria;
- Stanisław Dziwisz, arquebisbe de Cracòvia (Polònia); creat cardenal prevere de Santa Maria del Popolo;
- Carlo Caffarra, arquebisbe de Bolonya (Itàlia); creat cardenal prevere de San Giovanni Battista dei Fiorentini;
- Joseph Zen Ze-Kiun, bisbe de Hong Kong (Xina); creat cardenal prevere de Santa Maria Madre del Redentore a Tor Bella Monaca.

A més dels dotze cardenals electors va crear tres cardenals de més de vuitanta anys "en consideració del servei que han rendit a l'Església amb exemplar fidelitat i amorosa dedicació ": 
- Andrea Cordero Lanza de Montezemolo, arquebisbe titular de Tuscania, arxipreste de la Basílica de Sant Pau Extramurs; creat cardenal diaca de Santa Maria in Portico Campitelli;
- Peter Poreku Dery, arquebisbe emèrit de Tamale (Ghana); creat cardenal diaca de Sant'Elena fuori Porta Prenestina; mort el 6 de març de 2008;
- Albert Vanhoye, S.J., rector del Pontifici Institut Bíblic i secretari de la Pontifícia Comissió Bíblica; cardenal diaca de Santa Maria della Mercede e S. Adriano a Villa Albani.

## 24 de novembre de 2007
El 24 de novembre de 2007 en el seu segon consistori restablí el plenum de cent vint cardenals electors amb la creació dels següents cardenals:
- Leonardo Sandri, arquebisbe titular de Cittanova, prefecte de la Congregació per a les Esglésies Orientals; creat cardenal diaca dei Santi Biagio e Carlo ai Catinari;
- John Patrick Foley, arquebisbe titular de Neapoli de Proconsolare, gran mestre de l'Orde del Sant Sepulcre de Jerusalem; cardenal diaca de San Sebastiano al Palatino; mort l'11 de desembre de 2011;
- Giovanni Lajolo, arquebisbe titular de Cesariana, president de la Pontifícia Comissió i de la Governació de l'Estat de la Ciutat del Vaticà; creat cardenal diaca de Santa Maria Liberatrice a Monte Testaccio;
- Paul Josef Cordes, arquebisbe titular de Naisso, President del Consell Pontifici Cor Unum; creat cardenal diaca de San Lorenzo in Piscibus;
- Angelo Comastri, arquebisbe-prelat emèrit de Loreto, arxipreste de la Basílica Vaticana, vicari general de Sa Santedat per l'Estat de la Ciutat del Vaticà, president de la Fabrica de Sant Pere; creat cardenal diaca de San Salvatore in Lauro;
- Stanisław Ryłko, arquebisbe titular de Novica, President del Consell Pontifici per als Laics; creat cardenal diaca del Sacro Cuore de Cristo Re;
- Raffaele Farina, S.D.B., arquebisbe titular d'Oderzo, Arxiver i Bibliotecari de la Santa Església Romana; creat cardenal diaca de San Giovanni della Pigna;
- Agustín García Gasco Vicente, arquebisbe de València (Espanya); creat cardenal prevere de San Marcello; mort l'1 de maig de 2011;
- Seán Baptist Brady, arquebisbe d'Armagh (Irlanda); creat cardenal prevere dei Santi Quirico e Giulitta;
- Lluís Martínez i Sistach, arquebisbe de Barcelona (Catalunya); creat cardenal prevere de San Sebastiano alle Catacombe;
- André Vingt-Trois, arquebisbe de París (França); creat cardenal prevere de San Luigi dei Francesi;
- Angelo Bagnasco, arquebisbe de Gènova (Itàlia); creat cardenal prevere de la Gran Madre de Dio;
- Théodore-Adrien Sarr, arquebisbe de Dakar (Senegal); creat cardenal prevere de Santa Lucia a Piazza d'Armi;
- Oswald Gracias, arquebisbe de Bombai (Índia); creat cardenal prevere de San Paolo della Croce a Corviale;
- Francisco Robles Ortega, arquebisbe de Monterrey (Mèxic); creat cardenal prevere de Santa Maria della Presentazione;
- Daniel Nicholas DiNardo, arquebisbe de Galveston-Houston (Estats Units); creat cardenal prevere de Sant'Eusebio;
- Odilo Pedro Scherer, arquebisbe de Sao Paulo (Brasil); creat cardenal prevere de Sant'Andrea al Quirinale;
- John Njue, arquebisbe de Nairobi (Kenya); creat cardenal prevere del Preziosissimo Sangue de Nostro Signore Gesù Cristo.

A més d'aquests divuit, el Pontífex elevà a la dignitat cardenalícia «tres venerables bisbes i dos benemèrits eclesiàstics, particularment meritoris per la seva tasca al servei de l'Església» que no entraren a formar part dels cardenals electors, en tenir més de vuitanta anys:
- Emmanuel III Delly, patriarca de Babilònia dels Caldeus (Iraq); creat cardenal bisbe, mantenint el propi títol patriarcal; mort l'8 d'abril de 2014;
- Giovanni Coppa, arquebisbe titular de Serta, nunci apostòlic emèrit a la República Txeca i Eslovàquia; creat cardenal diaca de San Lino; mort El 16 de maig de 2016;
- Estanislao Esteban Karlic, arquebisbe emèrit de Paraná (Argentina); creat cardenal prevere de la Beata Vergine Maria Addolorata a Piazza Buenos Aires;
- Urbano Navarrete Cortés, S.J., rector de la Pontifícia Universitat Gregoriana; creat cardenal diaca de San Ponziano; mort el 22 de novembre de 2010;
- Umberto Betti, O.F.M., rector de la Pontifícia Universitat Lateranense; creat cardenal diaca dei Santi Vito, Modesto e Crescenzia; mort l'1 d'abril de 2009.

A més, Benet XVI resolgué concedir també la porpra cardenalícia a Ignacy Ludwik Jeż, bisbe emèrit de Koszalin-Kołobrzeg, (Polònia), mort però el 16 d'octubre de 2007, el dia abans a l'anunci.

## 20 de novembre de 2010
El 20 de novembre de 2010 el Papa Benet XVI convocà el seu tercer consistori per a la creació de vint-i-quatre nous cardenals, dels quals vint eren electors:
- Angelo Amato, S.D.B., arquebisbe titular de Sila, prefecte de la Congregació per a les Causes dels Sants; creat cardenal diaca de Santa Maria in Aquiro;
- Antonios Naguib, patriarca de Alexandria dels Coptes (Egipte); creat cardenal bisbe, mantenint el mateix títol patriarcal;
- Robert Sarah, arquebisbe emèrit de Conakry, President del Consell Pontifici Cor Unum; creat cardenal diaca de San Giovanni Bosco in via Tuscolana;
- Francesco Monterisi, arquebisbe titular d'Alba Marittima, arxipreste de la Basílica de Sant Pau Extramurs; creat cardenal diaca de San Paolo alla Regola;
- Fortunato Baldelli, arquebisbe titular de Bevagna, Penitencier Major de Santa Església Romana; creat cardenal diaca de Sant'Anselmo all'Aventino; mort el 20 de setembre de 2012;
- Raymond Leo Burke, arquebisbe emèrit de Saint Louis, prefecte del Tribunal Suprem de la Signatura Apostòlica; creat cardenal diaca de Sant'Agata dei Goti;
- Kurt Koch, arquebisbe emèrit de Basilea, President del Consell Pontifici per a la Promoció de la Unitat dels Cristians; cardenal diaca de Nostra Signora del Sacro Cuore;
- Paolo Sardi, arquebisbe titular de Sutri, vice-camarlenc de Santa Església Romana; creat cardenal diaca de Santa Maria Ausiliatrice in via Tuscolana;
- Mauro Piacenza, arquebisbe titular de Vittoriana, prefecte de la Congregació per al Clergat; creat cardenal diaca de San Paolo alle Tre Fontane;
- Velasio De Paolis, C.S., arquebisbe titular de Telepte, president de la Prefectura dels Afers Econòmics de la Santa Seu; cardenal diaca de Gesù Buon Pastore alla Montagnola;
- Gianfranco Ravasi, arquebisbe titular de Villamagna de Proconsolare, President del Consell pontifici per a la Cultura; creat cardenal diaca de San Giorgio in Velabro;
- Medardo Joseph Mazombwe, arquebisbe emèrit de Lusaka (Zambia); creat cardenal prevere de Santa Emerenziana a Tor Fiorenza; mort el 29 d'agost de 2013;
- Raúl Eduardo Vela Chiriboga, arquebisbe emèrit de Quito (Equador); creat cardenal prevere de Santa Maria in Via;
- Laurent Monsengwo Pasinya, arquebisbe de Kinshasa (Rep. Democratica del Congo); creat cardenal prevere de Santa Maria "Regina Pacis" in Ostia mare;
- Paolo Romeo, arquebisbe de Palerm (Itàlia); creat cardenal prevere (pro hac vice) de Santa Maria Odigitria dei Siciliani;
- Donald William Wuerl, arquebisbe de Washington (Estats Units); creat cardenal prevere de San Pietro in Vincoli;
- Raymundo Damasceno Assis, arquebisbe d'Aparecida (Brasil); creat cardenal prevere de l'Immacolata al Tiburtino;
- Kazimierz Nycz, arquebisbe de Varsòvia (Polònia); creat cardenal prevere de Santi Silvestro e Martino ai Monti;
- Albert Malcolm Ranjith Patabendige Don, arquebisbe de Colombo (Sri Lanka); creat cardenal prevere de San Lorenzo in Lucina;
- Reinhard Marx, arquebisbe de Munic i Freising (Alemanya); creat cardenal prevere de San Corbiniano.

A més d'aquests vint, el Pontífex elevà a la dignitat cardenalícia "dos bisbes i dos eclesiàstics, que s'han distingit per la seva generositat i dedicació en el servei a l'Església", i que no passaren a formar part dels cardenals electors perquè ja tenien més de vuitanta anys:
- José Manuel Estepa Llaurens, arquebisbe titular emèrit d'Italica, ordinari militar emèrit d'Espanya; creat cardenal prevere de San Gabriele Arcangelo all'Acqua Traversa;
- Elio Sgreccia, bisbe titular de Zama Minore, president de la Pontifícia Acadèmia per la Vida; creat cardenal diaca de Sant'Angelo in Pescheria;
- Walter Brandmüller, arquebisbe titular de Cesarea de Mauritania, President del Pontifici Comitè de Ciències Històriques; creat cardenal diaca de San Giuliano dei Fiamminghi;
- Domenico Bartolucci, mestre director de la Capella Musical Pontifícia Sixtina; cardenal diaca dels Santissimi Nomi de Gesù e Maria in via Lata; mort l'11 de novembre de 2013.

En aquest consistori es creà el tercer cardenal més ancià en el moment de la creació de la història de l'Església catòlica (després de Loris Francesco Capovilla, creat el 22 de febrer de 2014 i de José de Jesús Pimiento Rodríguez, creat el 14 de febrer de 2015): Domenico Bartolucci (93 anys, 6 mesos i 13 dies).

## 18 de febrer de 2012
El 18 de febrer de 2012 Benet XVI va crear vint-i-dos nous cardenals, dels quals divuit eren electors:
- Fernando Filoni, arquebisbe titular de Volturno, prefecte de la Congregació per a l'Evangelització dels Pobles; cardenal diaca de Nostra Signora de Coromoto in San Giovanni de Dio;
- Manuel Monteiro de Castro, arquebisbe titular de Benevento (Proconsolare), Penitencier Major de Santa Església Romana; creat cardenal diaca de San Domenico di Guzman;
- Santos Abril y Castelló, arquebisbe titular de Tamada, arxipreste de la Basílica de Santa Maria la Major; creat cardenal diaca de San Ponziano;
- Antonio Maria Vegliò, arquebisbe titular d'Eclano, President del Consell Pontifici per a la Cura Pastoral dels Migrants i els Itinerants; creat cardenal diaca de San Cesareo in Palatio;
- Giuseppe Bertello, arquebisbe titular d'Urbisaglia, president de la Comissió Pontifícia per l'Estat de la Ciutat del Vaticà i de la Governació del mateix estat; creat cardenal diaca dei Santi Vito, Modesto e Crescenzia;
- Francesco Coccopalmerio, arquebisbe titular de Celiana, President del Consell Pontifici per als Textos Legislatius; creat cardenal diaca de San Giuseppe dei Falegnami;
- João Braz de Aviz, arquebisbe emèrit de Brasília, prefecte de la Congregació per als Instituts de Vida Consagrada i Societats de Vida Apostòlica; creat cardenal diaca de Sant'Elena fuori Porta Prenestina;
- Edwin Frederick O'Brien, arquebisbe emèrit de Baltimore, gran mestre de l'Orde Eqüestre del Sant Sepulcre de Jerusalem; creat cardenal diaca de San Sebastiano al Palatino;
- Domenico Calcagno, arquebisbe emèrit de Savona-Noli, President de l'Administració del Patrimoni de la Seu Apostòlica; creat cardenal diaca dell'Annunciazione della Beata Vergine Maria a Via Ardeatina;
- Giuseppe Versaldi, arquebisbe emèrit d'Alessandria, president de la Prefectura dels Afers Econòmics de la Santa Seu; cardenal diaca del Sacro Cuore de Gesù a Castro Pretorio;
- George Alencherry, arquebisbe major d'Ernakulam-Angamaly dels Siro-Malabaresos (Índia); creat cardenal prevere de San Bernardo alle Terme Diocleziane;
- Thomas Christopher Collins, arquebisbe de Toronto (Canadà); creat cardenal prevere de San Patrizio;
- Dominik Duka, O.P., arquebisbe de Praga (República Txeca); creat cardenal prevere de Santi Marcellino e Pietro;
- Willem Jacobus Eijk, arquebisbe d'Utrecht (Països Baixos); creat cardenal prevere de San Callisto;
- Giuseppe Betori, arquebisbe de Florència (Itàlia); creat cardenal prevere de San Marcello;
- Timothy Michael Dolan, arquebisbe de Nova York (Estats Units); creat cardenal prevere de Nostra Signora de Guadalupe a Monte Mario;
- Rainer Maria Woelki, arquebisbe de Berlin (Alemanya); creat cardenal prevere de San Giovanni Maria Vianney;
- John Tong Hon, bisbe de Hong Kong (Rep. Pop. Xina); creat cardenal prevere de la Regina Apostolorum.

A més d'aquests divuit, el Pontífex elevà a la dignitat cardenalícia "un venerat Prelat, que realitzà el seu ministeri de Pastor i Pare d'una Església, i tres benemèrits eclesiàstics, que s'han distingit per la seva tasca al servei de l'Església", i que no passaren a formar part dels cardenals electors perquè ja tenien més de vuitanta anys:
- Lucian Mureşan, arquebisbe major de Făgăraș i Alba Iulia dels romanesos (Romania); creat cardenal prevere de Sant'Atanasio;
- Julien Ries, arquebisbe titular de Belcastro, professor emèrit d'història de les religions a la Universitat Catòlica de Lovaina; creat cardenal diaca de Sant'Antonio de Padova a Circonvallazione Appia; mort el 23 de febrer de 2013;
- Prosper Grech, O.S.A., arquebisbe titular de San Leone, docent emèrit de diverses universitats romanes i consultor de la Congregació de la doctrina de la Fe; cardenal diaca de Santa Maria Goretti;
- Karl Josef Becker, S.J., docent emèrit de la Pontifícia Universitat Gregoriana, consultor de la Congregació de la doctrina de la Fe; cardenal diaca de San Giuliano Martire; mort el 10 de febrer de 2015.

Amb el consistori del 18 de febrer de 2012 el Sacre Col·legi assolia la xifra de 213 cardenals vius (compresos els no electors), provinents de 70 països, nou rècord històric, mai assolit abans a la història de l'Església Catòlica. A partir del 18 de febrer de 2012 la majoria absoluta dels cardenals electors estava constituïda per purpurats creats pel Papa Benet XVI.

## 24 de novembre de 2012
Com s'havia anunciat el 24 d'octubre de 2012, el 24 de novembre d'aquell mateix any el papa Benet XVI creà sis nous cardenals electors:
- James Michael Harvey, arquebisbe titular de Memfi, arxipreste de la Basílica de Sant Pau Extramurs, creat cardenal diaca de San Pio V a Villa Carpegna;
- Béchara Boutros Raï, O.M.M., patriarca d'Antioquia dels Maronites (Líban), creat cardenal bisbe, mantenint el propi títol patriarcal;
- Baselios Cleemis (Isaac) Thottunkal, arquebisbe major de Trivandrum dels Siro-Malankaresos (Índia), creat cardenal prevere de San Gregorio VII;
- John Olorunfemi Onaiyekan, arquebisbe d'Abuja (Nigèria), creat cardenal prevere de San Saturnino;
- Rubén Salazar Gómez, arquebisbe de Bogotà (Colòmbia), creat cardenal prevere de San Gerardo Maiella;
- Luis Antonio Tagle, arquebisbe de Manila (Filipines), creat cardenal prevere de San Felice da Cantalice a Centocelle.

Es tracta del primer consistori des del 24 de març de 1924 al qual cap dels nous cardenals era europeu. També des de 1929 no s'havien realitzat en un mateix anys dues creacions cardenalícies diferents. Amb Joan XXIII se celebraren dos consistoris en només tres mesos de diferència, però en anys solars diferents (14 de desembre de 1959 i 28 de març de 1960).